# Emmenosperma cunninghamii
Emmenosperma cunninghamii är en brakvedsväxtart som beskrevs av George Bentham. Emmenosperma cunninghamii ingår i släktet Emmenosperma och familjen brakvedsväxter. Inga underarter finns listade i Catalogue of Life.